# Аджи-Су
Аджи-Су, Чёрные воды — каптированный минеральный источник хлоридно-кальциево-натриевой воды малой минерализации в Бахчисарайском районе Крыма. Издавна используется для лечения широкого спектра заболеваний. На его базе работает Физиотерапевтическая больница «Черные воды» в селе Аромат в 2,5 км от источника.

## Описание
Аджи-Су в переводе с крымскотатарского языка «горькая, едкая вода».
Месторождение Аджи-Су (VI-4-17) расположено в 2 км к западу от села Соколиное и в 2.5 км к югу от села Голубинка Бахчисарайского района приурочено к тектоническому разлому глубокого заложения, который проходит между Главной и Предгорной грядой Крымских гор в отложениях таврической серии. Вмещающие породы – алевролиты, песчаники, частично метаморфизованы. Одноимённый образуемый им ручей Аджи-Су — приток речки Суаткан. На базе воды источника работает Крымское республиканское учреждение «Физиотерапевтическая больница Черные воды». Лечебные свойства минеральной воды определяются её химическим составом и содержанием биологически активных компонентов. Хлоридно-кальциево-натриевая вода малой минерализации с содержанием сероводорода, радона, азота, метана, а также редких газов: аргона, криптона, ксенона, гелия. На территории курорта оборудовано 7 каптированных выходов воды. Дебит источника составляет 1,6 л/с.
Глубина залегания вод основного горизонта 0,7-5,2 м. Вода хлоридно-натриево-кальциевая, слаборадиоактивная, с минерализацией 3,3-4,5 г/дм3 . Состав выделяющегося газа азотно-метановый. Дебит скважины 13,8 м3/сут. Состав биологических активных микроэлементов (мг/дм3): Fe – 0,317-1,25; Li – 0,032-2,3; Mg – 0,038-0,498; F – 0,1- 0,35. Запасы утверждены ГКЗ в 2003 году по категории В, учтены Государственным балансом Российской Федерации в количестве 20,700 куб. метров в сутки.

## История

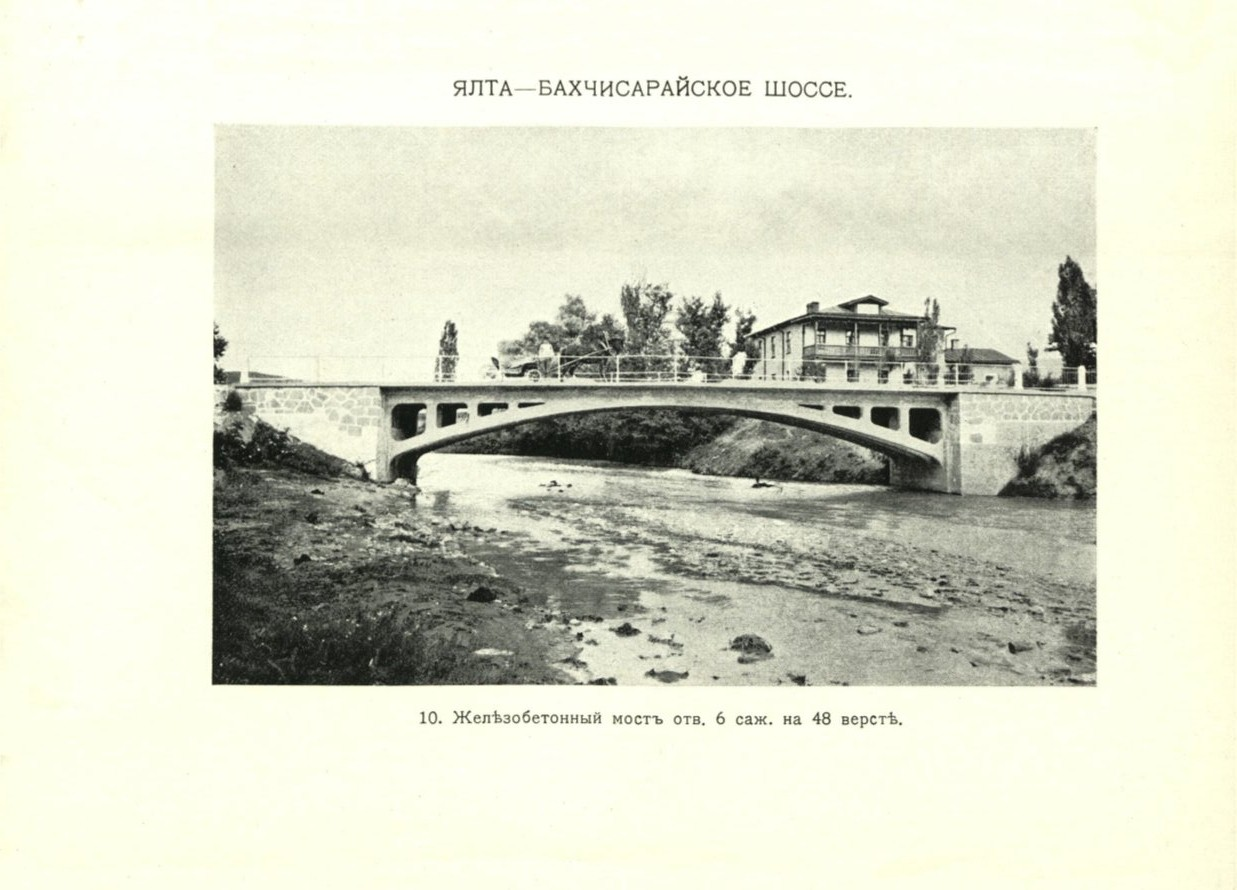
Мост через Бельбек и водолечебница Аджи-Су 1915 год

Местным жителям целебные свойства источника были известны с древности. До революции на выходе одного из родников была установлена бочка без дна, служившая резервуаром для воды. Тут же, под открытым небом, нагревали воду в чанах и котлах и принимали ванны. Пили воду от заболеваний желудка и кишечника.
В конце XIX века на месте современного села Аромат, на развилке долин, располагались водолечебница Аджи-Су и земская больница, здание Богатырского волостного правления. Воду доставляли от источника.
Научные исследования физических и химико-биологических свойств минеральной воды начались в 1929 году. Ими занимались ученые минеролог С. П. Попов, позже геолог профессор А. С. Моисеев, инженер-гидрогеолог М. М. Фомичев. По С. П. Попову источник «Аджи-Су» по составу воды имеет сходство с Александро-Ермоловским источником на Кавказе и с Аахенским источником в бассейне Рейна.

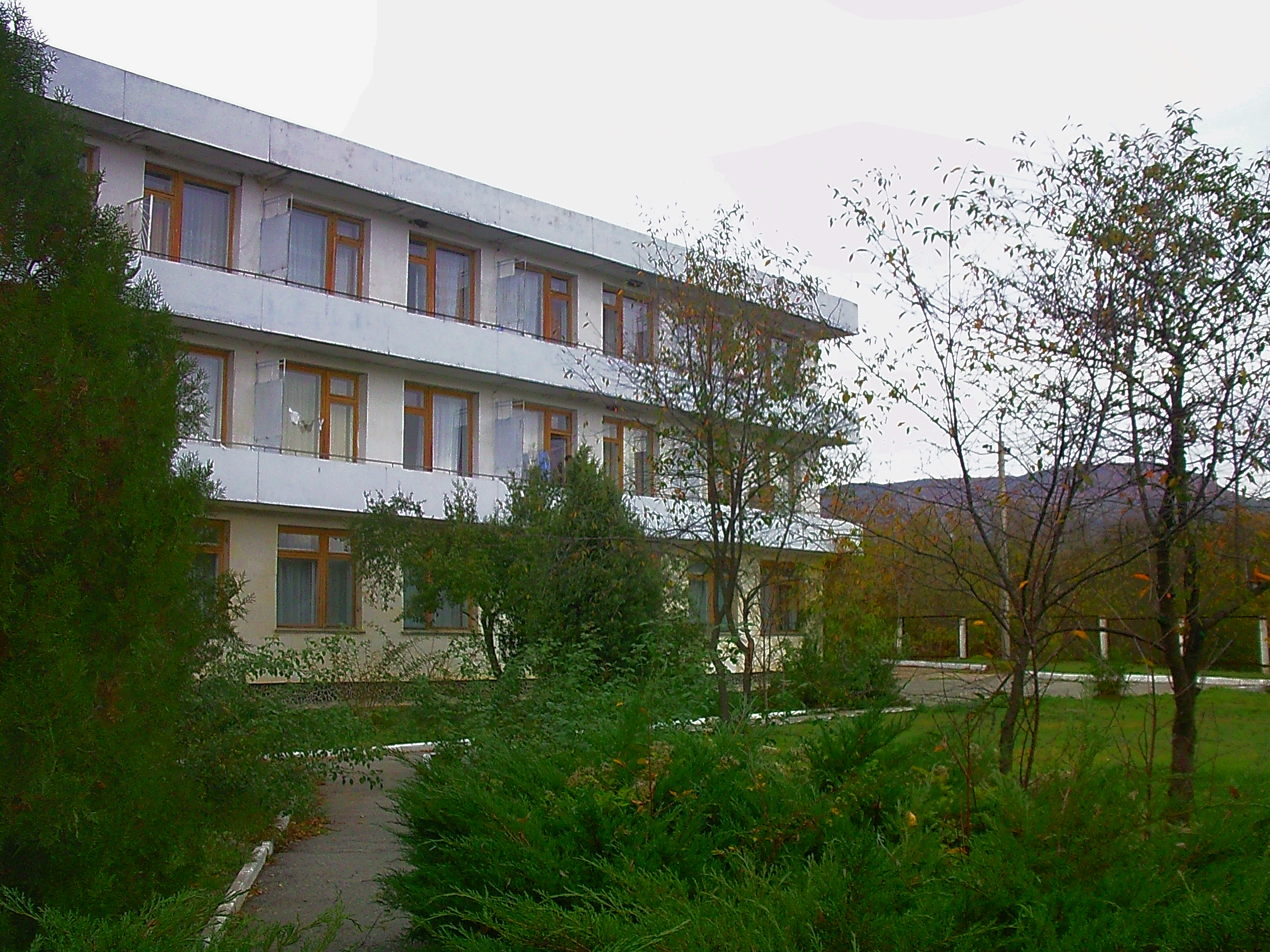
3-этажный корпус 1989 года

В 1960-е годы изучение источника проводил С. В. Альбов (институт минеральных ресурсов АН УССР), Н. А. Ландау, А. В. Шелудько, Н. А. Билык (гидрологическая лаборатория Украинского института курортологии и физиотерапии, а также сотрудники Крымского медицинского института О. А. Волкова, К. А. Шапошников, В. М. Забашта, Т. Ф. Черная, Г. А. Малыгина под руководством профессора кафедры факультетской терапии М. В. Кохановича. Ими проводились наблюдения и экспериментальные исследования различных групп больных, страдающих: ревматизмом, ревматоидным артритом, остеохондрозом, тромбофлебитом, облитерирующим эндартериитом, радикулопатией, гинекологическими, дерматологическими заболеваниями.
В 1956 году было построено временное здание балеолечебницы на 30-35 амбулаторных больных в день. На основании исследований в 1961 году были определены показания и противопоказания к направлению на лечение в Куйбышевскую бальнеолечебницу. Разработаны методики приема бальнеологических процедур. В 1961 году источник «Аджи-Су» был занесен в реестр минеральных источников УССР. От проведения дальнейших геологоразведочных работ отказались из-за боязни нарушить выход воды. В 1970 году построено капитальное двухэтажное здание. В 1989 году построен трехэтажный корпус на 195 мест. С 1993 года — Республиканская физиотерапевтическая больница. В 2006 году заведение получило благодарность Совета министров АРК. На 2013 год персонал больницы составлял 163 человека, из них 11 врачей, отпускалось 150 лечебных ванн в сутки.